# Нурлаты (Буинский район)
Нурла́ты (тат. Норлат) — село  в Буинском районе Республики Татарстан, административный центр и единственный населённый пункт Нурлатского сельского поселения.

## География
Село находится на левом притоке реки Свияга, в 12 км к северо-западу от районного центра, города Буинска.

## История
Село основано во второй половине XVII века выходцами села Нурлаты Свияжского уезда (ныне село в Зеленодольском районе РТ).
До 1830-х годов жители относились к категории удельных и государственных крестьян, выполняли лашманскую повинность. Основные занятия жителей в этот период – земледелие и скотоводство.
В «Списке населенных мест по сведениям 1859 года», изданном в 1863 году, населённый пункт упомянут как лашманская деревня Нурлаты 2-го стана Буинского уезда Симбирской губернии. Располагалась при речке Сухой Лаще, на коммерческом тракте из Буинска в Курмыш, в 12 верстах от уездного города Буинска и в 30 верстах от становой квартиры в удельной деревне Шихарданы. В деревне в 98 дворах жили 746 человек (380 мужчин и 366 женщин). Была мечеть.
В начале XX века в селе функционировали 2 мечети, 1 медресе. В этот период земельный надел сельской общины составлял 1608 десятин.
В 1929 году в селе организован первый колхоз.
До 1920 года село входило в Старо-Студенецкую волость Буинского уезда Симбирской губернии. С 1920 года в составе Буинского кантона ТАССР. С 10 августа 1930 года в Буинском районе. .

## Население
| 1859 | 1880 | 1897 | 1913 | 1920 | 1926 | 1938 | 1949 | 1958 | 1970 | 1979 | 1989 | 2002 | 2010 | 2012 | 2013 | 2014 | 2015 | 2016 | 2017 |
| ---- | ---- | ---- | ---- | ---- | ---- | ---- | ---- | ---- | ---- | ---- | ---- | ---- | ---- | ---- | ---- | ---- | ---- | ---- | ---- |
| 746  | 522  | 1144 | 1457 | 1156 | 1121 | 887  | 654  | 518  | 463  | 301  | 211  | 313  | 259  | 216  | 203  | 200  | 287  | 183  | 174  |

Национальный состав cела: татары.
Известные уроженцы
Ш. А. Мустаев (1929–2012) – государственный и профсоюзный деятель, министр финансов ТАССР (в 1969–1984 годах), председатель Президиума Верховного Совета ТАССР (в 1986–1990 годы), кавалер орденов Красного Знамени, Дружбы народов.

## Экономика
Жители работают преимущественно в ООО «Агронур», ООО «Авангард», занимаются полеводством, мясо-молочным скотоводством.

## Социальные объекты
В селе действуют детский сад, дом культуры, библиотека, фельдшерско-акушерский пункт.

## Религиозные объекты
Мечеть (с 1991 года).